# Material efímer
Els materials efímers són materials escrits o impresos, de curta duració, que no són produïts amb el fi de conservar-los. Alguns materials efímers col·leccionables són: marcadors de llibres, catàlegs, targetes de felicitació, cartes, fulletons, postals, certificats d'accions, entrades, butlletes, calendari de butxaca, revistes, etc. Aproximadament existeixen uns 500 tipus de materials efímers.
Ara bé, material efímer pot referir-se a dues coses:
1. Material com a document. Són documents on la pretensió inicial no sol ser la de conservar-se un cop hagi exercit la seva funció informativa a curt termini. Alguns materials efímers col·leccionables són: marcadors de llibres, catàlegs, targetes de felicitació, cartes, fulletons, postals, certificats d'accions, entrades, butlletes, calendari de butxaca, revistes, etc. Aproximadament existeixen uns 500 tipus de materials efímers. En aquesta categoria s'inclouen: 
  - Materials gràfics: cartells, targetes, material promocional.
  - Fullets informatius: documentació que sol il·lustrar i complementar activitats com exposicions, mostres, concerts, visites guiades, etc.
2. Material com a material de construcció o pictòric. Són elements que poden servir per fer obres arquitectòniques, pintures, etc. Si aquests materials són efímers, significa que tenen unes propietats que no permeten una bona durabilitat. Es refereix a obres que fan servir materials de curta durada, un aspecte significatiu de la pràctica de molts artistes moderns i contemporanis que rebutgen els mitjans més tradicionals, com la pintura a l'oli, el marbre i el bronze, que van ser escollits per la seva capacitat de resistir la prova del temps .

## Ephemera impresa
La primera vegada que es va utilitzar el terme per referir-se a obres impreses de curta durada fou John Lewis a la seva obra Printed Ephemera. A partir d'aquest moment apareixen els estudis sobre el que és efímer, les col·leccions que inclouen dins dels seus límits i les millors formes per al seu accés i organització.
Per a una biblioteca o per a les ciències de la informació, el terme ephemera també descriu la classe de publicació de fulles soles o documents únics d'una sola pàgina que estan destinats a ser rebutjats després de cada ús. Aquesta classificació no inclou lletres simples i les fotografies si no hi ha una impressió en elles, que es consideren manuscrits o maquetacions. Les institucions acadèmiques, les biblioteques nacionals i els museus poden recopilar, organitzar conservar i preservar el material efímer com a Història. Un exemple d'aquest tipus particularment gran i important és l'arxiu de John Johnson Col·lecció d'impresos efímers a la Biblioteca Bodleiana, Oxford. Unes 2000 imatges de la col·lecció John Johnson són accessibles per a la recerca en línia al web de VADS3 i més de 65.000 entrades són accessibles en línia.